# Yerongponga exequialis
Yerongponga exequialis är en fjärilsart som beskrevs av Lucas 1901. Yerongponga exequialis ingår i släktet Yerongponga och familjen nattflyn. Inga underarter finns listade i Catalogue of Life.